# Alzate Brianza
Alzate Brianza is een gemeente in de Italiaanse provincie Como (regio Lombardije) en telt 4815 inwoners (31-12-2004). De oppervlakte bedraagt 7,7 km², de bevolkingsdichtheid is 651 inwoners per km².
De volgende frazioni maken deel uit van de gemeente: Fabbrica Durini, Mirovano, Verzago.

## Demografie
Alzate Brianza telt ongeveer 1780 huishoudens. Het aantal inwoners steeg in de periode 1991-2001 met 14,2% volgens cijfers uit de tienjaarlijkse volkstellingen van ISTAT.
| Jaar | Inwoneraantal |
| ---- | ------------- |
| 1991 | 3989          |
| 2001 | 4556          |

## Geografie
Alzate Brianza grenst aan de volgende gemeenten: Anzano del Parco, Brenna, Cantù, Inverigo, Lurago d'Erba, Orsenigo.

## Geboren
- Andrea Alciato (1492-1550), rechtsgeleerde en humanist